# محمد عبد الحسين
محمد عبد الحسين (مواليد 1 يوليو 1965 في البصرة، العراق) لاعب كرة قدم عراقي معتزل ومدرب كرة قدم حاليا يتولى تدريب فريق الميناء تحت 19 سنة. حصل على لقب أفضل لاعب في الدوري العراقي الممتاز في موسم 1992-93. كان أول لاعب كرة قدم من البصرة يحترف خارج العراق.

## الإنجازات

### الزوراء
- الدوري العراقي الممتاز (1): 1993-94
- كأس العراق (1): 1993-94